# Sân bay Agartala
Sân bay Agartala hay Sân bay Singerbhil (IATA: IXA, ICAO: VEAT) là một sân bay nằm về phía bắc thành phố Agartala 12 km, bang Tripura, Ấn Độ. Sân bay này chủ yếu kết nối Agartala với Kolkata và Guwahati với nhiều chuyến bay mỗi ngày. Sân bay này thuộc quản lý của Cục sân bay Ấn Độ (AAI).

## Các hãng hàng không và các tuyến điểm
- Deccan (Guwahati, Kolkata, Chennai)
- Indian Airlines (Guwahati, Kolkata, Silchar) [1]
- Indigo Airlines (Kolkata, Delhi)
- Jet Airways (Guwahati, Kolkata) [2]
- Kingfisher Airlines (Guwahati) [3]